# Couraça

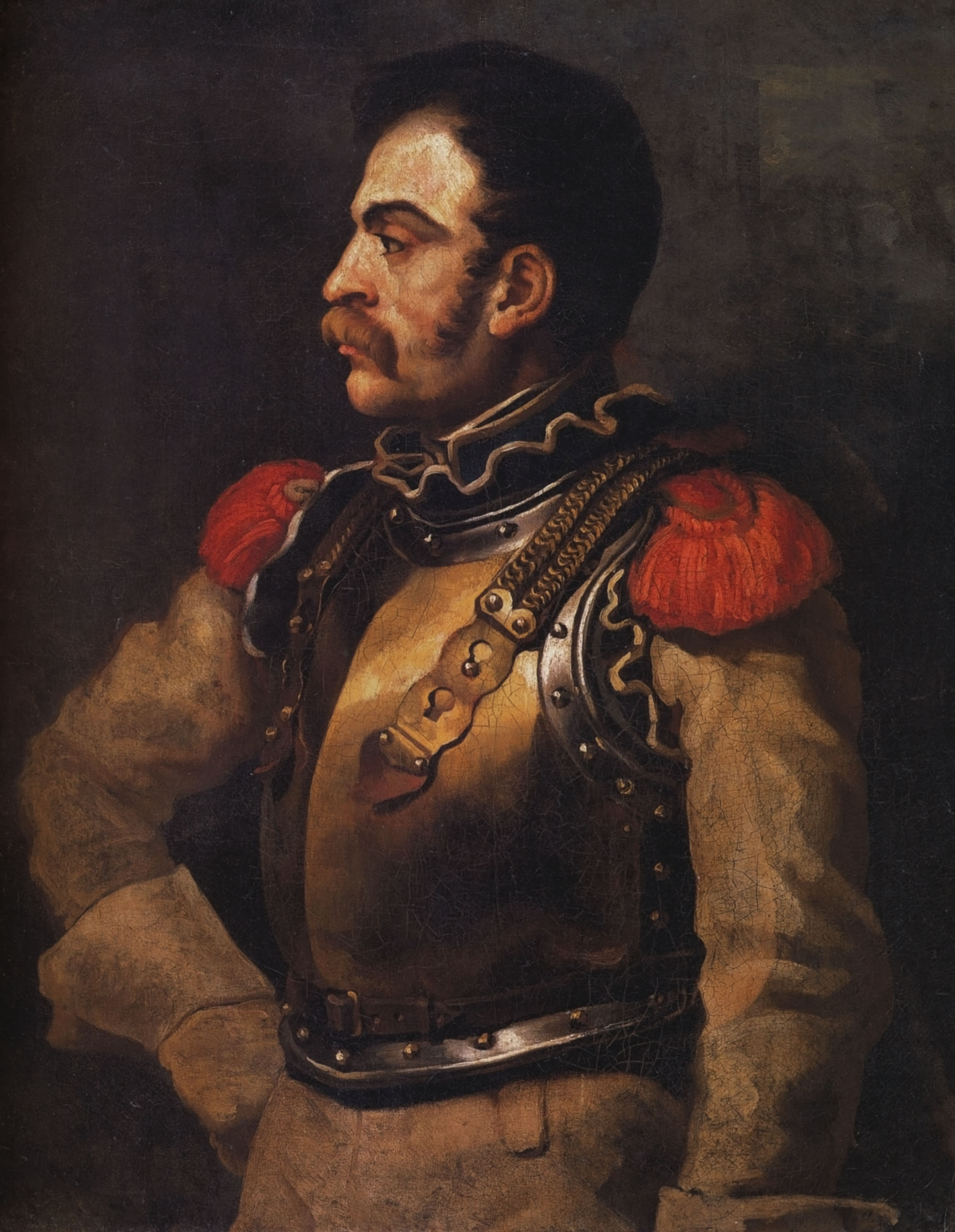
Pintura, no museu do Louvre, de um homem utilizando uma couraça peitoral.

A couraça é uma peça de armadura largamente utilizada, nomeadamente pelos cavaleiros e infantes, em diversos períodos da Idade Média. Embora posteriormente tenha sido confeccionada em outros materiais, a sua primeira feição foi em couro, e daí adveio o seu nome, embora a sua forma tenha sofrido ao longo do tempo grandes variações.
A couraça era responsável pela defesa do corpo, e em especial, nas zonas peitoral e dos flancos, embora qualquer peça de armadura feita em couro, com alguma espécie de pregos ou lâminas de metal, tivesse o nome de couraça, independentemente da posição do corpo que protegia.
O seu surgimento deve-se à necessidade de proteção que se seguiu ao uso das armas de arremesso e é relevante observar que a evolução no feitio das couraças, durante longo tempo, foi o que possibilitou uma evolução mais ampla que conduziu aos conjuntos mais complexos de armadura no século XIV, que constitui um período de verdadeiro apogeu da arte de fabrico de armaduras.
A couraça mais conhecida atualmente pertenceu ao Imperador Carlos V do Sacro Império Romano-Germânico, e permanece colocada à exposição na Armeria de Madrid. O responsável pela sua confecção foi o armeiro Bartolomeu Campi.

## Modelos mais conhecidos
- Couraça anelada - era uma variedade da couraça confeccionada com lâminas de Metal e ferro entrelaçadas, mais conhecida como Armadura de escamas.
- Dupla-couraça - era uma variedade da couraça sem braçais ou escarcelas e que apresentava no peito o auxílio protetor de uma chapa de ferro, anexada por parafusos, que protegia do ataque de projéteis das armas de fogo mais primitivos, todavia eram pesados e o seu custo de fabrico era exacerbado, pelo que o seu uso não era muito comum.

## Defeito de couraça
Tornou-se conhecido pelo nome "defeito de couraça" uma fenda na costura, entre a parte frontal e traseira da peça, espaço este no qual podia ser inserida uma arma e provocar ferimentos no cavaleiro.